# Pornocracia

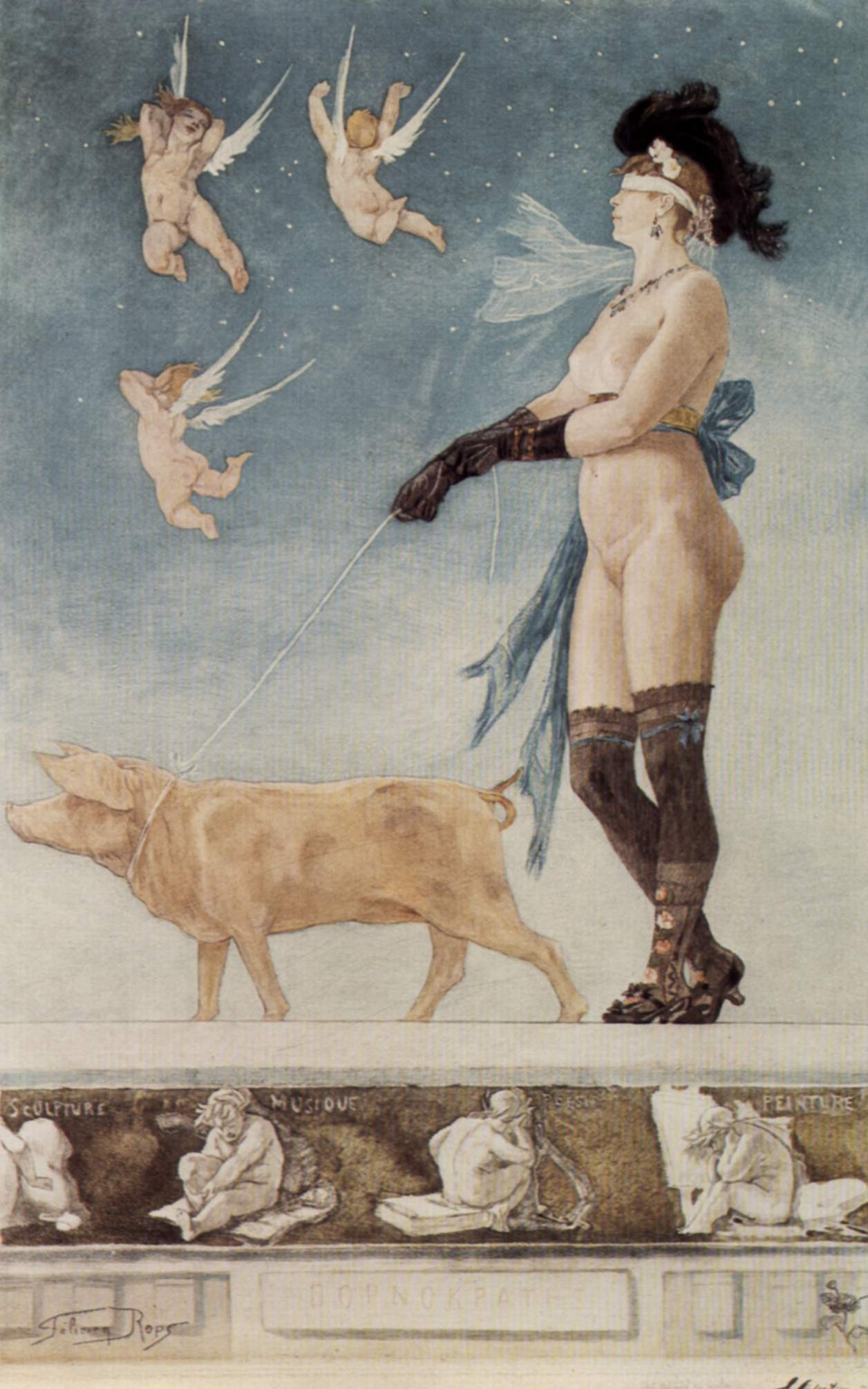
Félicien Rops - Pornokratès - 1878 - Los Angeles County Museum of Art.

La históricamente denominada pornocracia es un término de origen italiano (aunque en realidad proviene del griego Πορνοκρατία, transliterado como Pornokratía), el cual se refiere a una forma de gobierno que se caracteriza por la fuerte influencia de las cortesanas en los asuntos públicos. Literalmente significa "gobierno de las cortesanas o de prostitutas".
Por extensión, el término se utiliza para designar a un gobierno corrupto y dado a favoritismo.
El término fue acuñado en el siglo XVI por el cardenal Caesar Baronius, y se refiere a una etapa de la historia de la Iglesia católica caracterizada por la influencia que ejercieron dos mujeres en el siglo X: Teodora, esposa del senador romano Teofilacto I, y la hija de ambos, Marozia, durante el papado de Sergio III.
El rasgo de la pornocracia no consiste en el intercambio de privilegios a cambio de favores sexuales, ya que este cambio es típico de cualquier relación entre un poderoso y su concubina. Tampoco es el papel político que la concubina puede ejercer a través de su influencia en los poderosos, porque éste también ha sido común a las esposas o amantes de los potentados a lo largo de la historia. La pornocracia es la capacidad de la concubina para crear un poder personal a través de su relación sexual con un gobernante, poder que sustituye a la misma autoridad de gobierno e, incluso, sobrevive al propio soberano.
La pornocracia es independiente del género y la orientación sexual de los protagonistas: también se puede desarrollar en el caso de las relaciones de poder entre mujeres y cortesanos o favoritos, y en el caso de las relaciones entre personas del mismo sexo.

## La pornocracia romana
Dicho periodo, conocido como Saeculum obscurum y como “gobierno romano de las cortesanas”, o como “reinado de las prostitutas”, se inicia en el año 904 con la elección como papa de Sergio III. Según algunos autores, finaliza en el año 935, cuando el papa Juan XI, hijo de Marozia, y esta misma fueron encarcelados por Alberico II, hijo también de Marozia (fruto de su primer matrimonio). Los papas que ocuparon la silla de Pedro durante este periodo fueron: Sergio III, Anastasio III, Landón, Juan X, León VI, Esteban VII y Juan XI.
Según otros autores, esta etapa se prolonga hasta el año 964, incluyendo los papados de León VII, Esteban VIII, Marino II, Agapito II y Juan XII, los cuales estuvieron marcados por una nueva influencia: la ejercida por el hijo de Marozia, Alberico II.

## El concepto de "Pornocracia" en la sociología
En La Distinción (Criterios y Bases Sociales del Gusto) Pierre Bourdieu utilizaría el concepto como un símbolo o "fantasma" que moviliza la indignación moral de una fracción específica de la pequeña burguesía, especialmente en relación con el desorden sexual y el feminismo percibidos. Es una manifestación de sus valores conservadores y su lucha por mantener un orden moral tradicional.

## Fiabilidad de acusaciones
La fiabilidad histórica de las acusaciones hechas contra Teodora y Marozia es una pregunta abierta. Gran parte de la evidencia deriva de la historia de la Liutprando, obispo de Cremona. Pero Liutprando participó en la Asamblea de los obispos que depuso Juan XII y era un enemigo político de Roma, descrito por la Enciclopedia Católica como ' a menudo fuertemente partidista y con frecuencia injusto hacia sus oponentes'. En este punto de vista, los que se describen como los peores excesos de la época podrían considerarse un "chisme eclesiástico", un uso típico de la sátira medieval, como la que se originó la leyenda de la Papisa Juana.
Pietro Fedele ha desmantelado la mayoría de las acusaciones, lo que demuestra que entre sus contemporáneos, incluyendo los miembros de la corte bizantina, no sólo 'no circulaba' crítica alguna de este tipo, sino que las mujeres de la familia se consideraron incluso morigeradas. Las acusaciones, de hecho, se originaron en la obra del escritor pro imperial Liutprando, quien también influyó en la redacción de la Chronicon de la Abadía de Farfa, conocido como un centro para la difusión de ideas filo imperiales a menudo adversas al papado y su entorno. De esta fuente las tomó, de manera acrítica, el historiador Cesare Baronio.

### Lista de los papas durante la pornocracia
- Sergio III (904-911), supuesto amante de Marozia
- Anastasio III (911-913), presunto hijo de Sergio III y Marozia
- Landón (913-914)
- Juan X (914-928), supuesto amante de Teodora
- León VI (928-928), supuesto amante de Marozia
- Esteban VII (928-931)
- Juan XI (931-935), otro presunto hijo de Sergio III y Marozia
- León VII (936-939)
- Esteban VIII (939-942)
- Marino II (942-946)
- Agapito II (946-955)
- Juan XII (955-964), hijo del duque Alberico II de Spoleto, conocido por su conducta sexual desenfrenada.